# Vostokmeer
Het Vostokmeer (Russisch: Восток = oost) is een in 1996 ontdekt meer dat zich onder een ruim vier kilometer dikke ijskap in Antarctica bevindt.
Het Vostokmeer is het grootste van de meer dan 140 meren die zich onder het ijs bevinden van Antarctica. Het bevindt zich op 77° Z 105° O, onder het Russische Vostokstation, de basis waarop in 1983 de laagst ooit op aarde waargenomen temperatuur werd geregistreerd: -89,2°C. Het meer is 250 kilometer lang en 50 kilometer breed. Het is gebleken dat het uit twee bassins bestaat en is verdeeld in twee delen door een rug. Het water boven deze rug is ongeveer 200 m diep, het noordelijke bekken is ongeveer 400 m diep en het zuidelijke 800 m.
Door de rug kan de biologische en chemische samenstelling van de bassins verschillend zijn. Met een oppervlakte van 15.690 km² heeft het een gemiddelde diepte van 344 m en een geschat volume van 5400 km³. In mei 2005 werd een eiland ontdekt in het midden van het meer.

## Ontdekking

### Radarbeelden

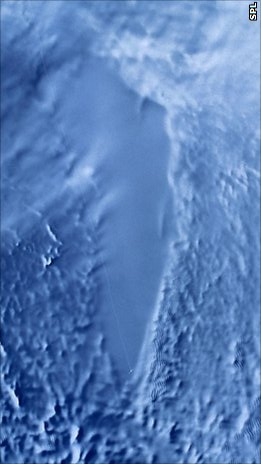
Radarbeeld van het Vostokmeer, gemaakt door de RADARSAT-1-satelliet

Russisch en Brits onderzoek leidde in 1996 tot de ontdekking van het Vostokmeer, door het samenbrengen van verschillende gegevens, zoals "airborne ice-penetrating", "imaging observations" en "spaceborne radar". Het water moet daar al miljoenen jaren zijn.

### Gemiddelde temperatuur van het water
De gemiddelde temperatuur van het water is ongeveer −3 °C; het water blijft vloeibaar onder het normale vriespunt vanwege de hoge druk van het bovenliggende ijs. De geothermische warmte van de aarde verwarmt de bodem van het meer en het ijs boven het meer isoleert het water van de lage temperaturen aan de oppervlakte van het ijs.

### IJsonderzoek

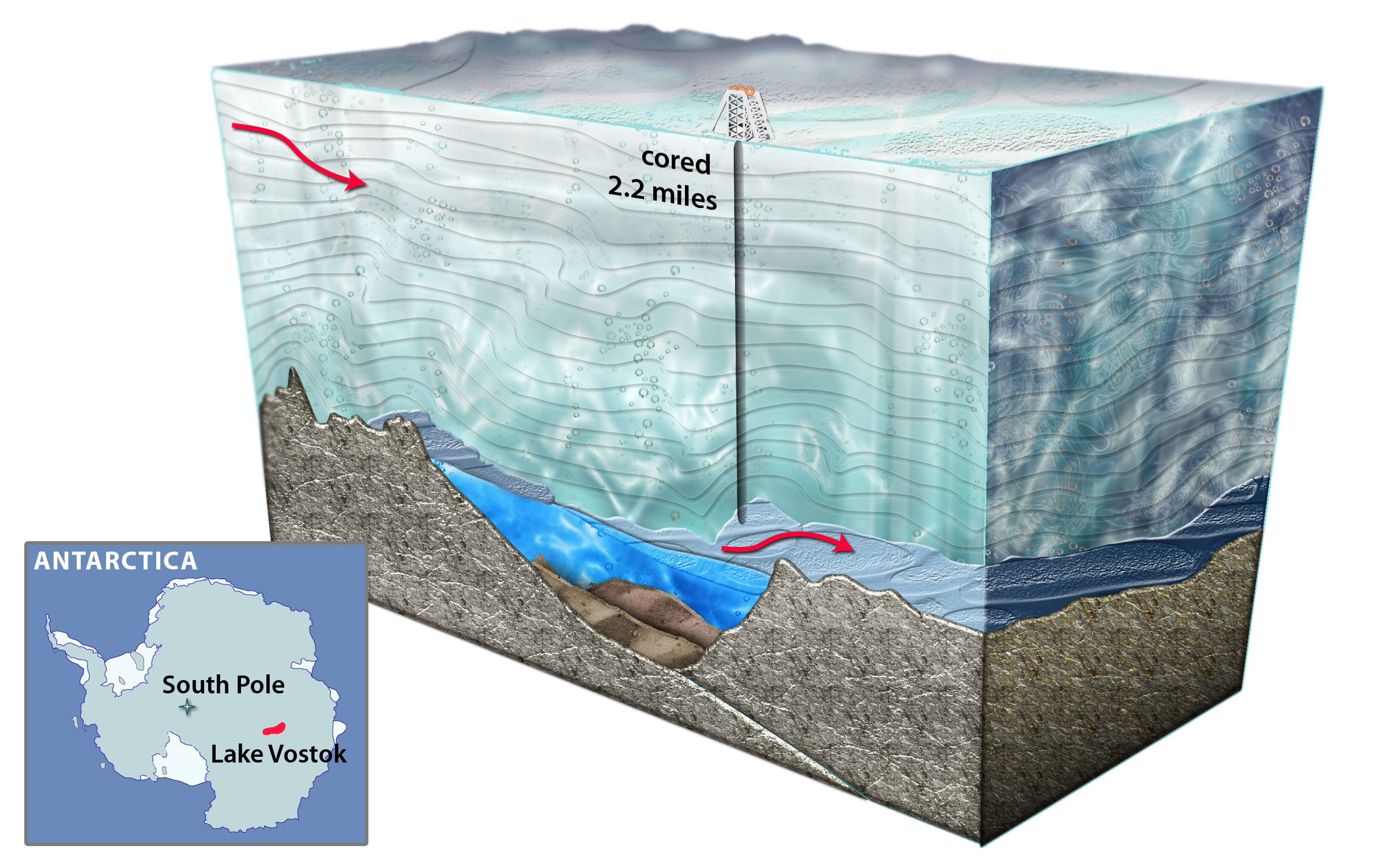
Getekende dwarsdoorsnede van het boren naar het Vostokmeer.

Onderzoekers van het Vostokstation verrichtten een van 's werelds grootste ijsonderzoeken in 1998. Een team van Russen, Fransen en Amerikanen onderzocht het ijs dat 3623 m dik is. Het ijs dicht bij het meer bleek 420.000 jaar oud te zijn, wat doet vermoeden dat het meer tussen 500.000 jaar en meer dan een miljoen jaar geleden onder de ijskap bedekt werd.

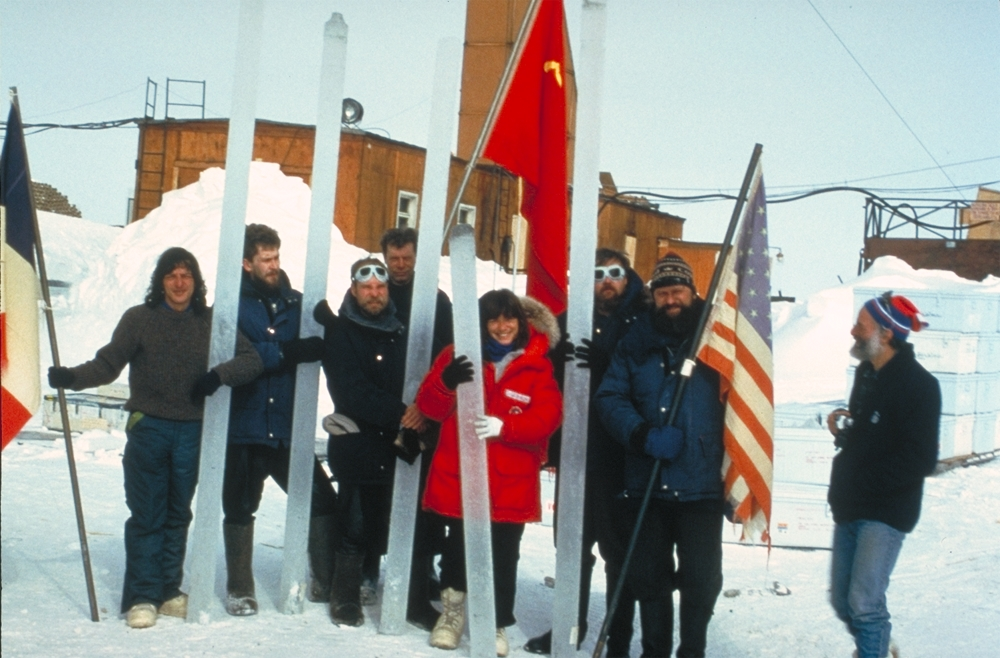
IJskernen geboord op het Vostokstation (in 2005). Het Vostokstation is op de achtergrond zichtbaar.

Het boren door het ijs werd in 1998 op ongeveer 91 m van de oppervlakte van het meer gestopt, om te voorkomen dat het meer verontreinigd zou raken, onder andere door de 60 ton freon en kerosine die gebruikt was om toevriezen van het boorgat te voorkomen. In 2005 werd het boren hervat, nadat lang was nagedacht over een boormethode die het meer niet kan vervuilen. Voor de laatste meters wordt een thermische boorkop gebruikt. Wanneer deze het water bereikt, zal hij door de druk omhoog geduwd worden, of door de onderzoekers omhoog getrokken worden tot 30 à 40 meter boven het oppervlak van het meer. Het opstijgende water zal meteen bevriezen en zo het boorgat afsluiten. Van dit bevroren water worden dan monsters genomen voor onderzoek. In januari 2011 waren de onderzoekers de oppervlakte van het meer tot op enkele meters genaderd. Vanwege het einde van de zomer op de zuidpool moest het werk op 6 februari 2011 gestaakt worden. De Russen begonnen bij het begin van januari 2012 weer te boren naar dit meer en bereikten op 6 februari 2012 de wateroppervlakte. Het opwellende water raakte bevroren en de onderzoekers verzamelden enkele maanden later een aantal boorkernen.

## Een uitzonderlijke omgeving

### Twee gescheiden ecosystemen
Omdat de twee bekkens gescheiden zijn door een rug is het mogelijk dat de chemische en biologische samenstelling van de twee ecosystemen verschillend zijn.

### Hoge druk en hoge zuurstofconcentratie
Het zuurstofgehalte van het Vostokmeer is 50 maal hoger dan dat van een gewoon meer. Men denkt dat het gewicht van de ijskap bijdraagt aan het hoge zuurstofgehalte.

### Speculatie over mogelijk leven in het Vostokmeer en vergelijking met Jupiters maan Europa
Sommigen speculeren dat organismen zich aangepast hebben aan de hoge concentratie zuurstof, zoals door hoge concentraties van beschermende enzymen.
Aangezien het water op Europa, een maan van Jupiter, zich ook onder een dikke laag ijs bevindt, zou een bevestiging van organismen in het Vostokmeer model kunnen staan voor mogelijk leven op de maan Europa.

### Getijdenkrachten in het Vostokmeer
In april 2005 merkten onderzoekers dat het Vostokmeer beïnvloed werd door de getijdenkrachten, onder invloed van de maan en de zon, waardoor het oppervlak van het meer schommelde met 1 tot 2 cm. De onderzoekers veronderstellen dat de variatie in het meeroppervlak het effect van een pomp heeft, wat noodzakelijk zou kunnen zijn voor het overleven van micro-organismen, als die er al zouden zijn.

## Recent onderzoek
In januari 2006 ontdekten Robin Bell en Michael Studinger, twee geofysische onderzoekers van de Colombia universiteit (vermeldt in de Geophysical Research Letters), twee kleinere meren onder de ijskap, genaamd: 90 Degrees East en Sovetskaya.
Men denkt ook dat het meer verbonden kan zijn met een netwerk van rivieren onder en door het ijs. Glaciologen Duncan Wingham en Martin Siegert (Universiteit van Bristol, nu Universiteit van Edinburgh) publiceerden in Nature in 2006 dat vele van de meren onder het ijs van Antarctica op zijn minst tijdelijk verbonden waren. Door de veranderende waterdruk in de verschillende meren kunnen plots grote hoeveelheden water verplaatst zijn door het ijs.
De Vostok ijskernboring duidt op een nabije daling van de temperatuur.